# Krasnoe Selo
Krasnoe Selo, in russo Красное Село, è una cittadina della Russia, che si trova nell'Oblast' di Leningrado, nell'immediata periferia a sud di San Pietroburgo, sulle rive del fiume Dudergofka.